# Patience (operett)

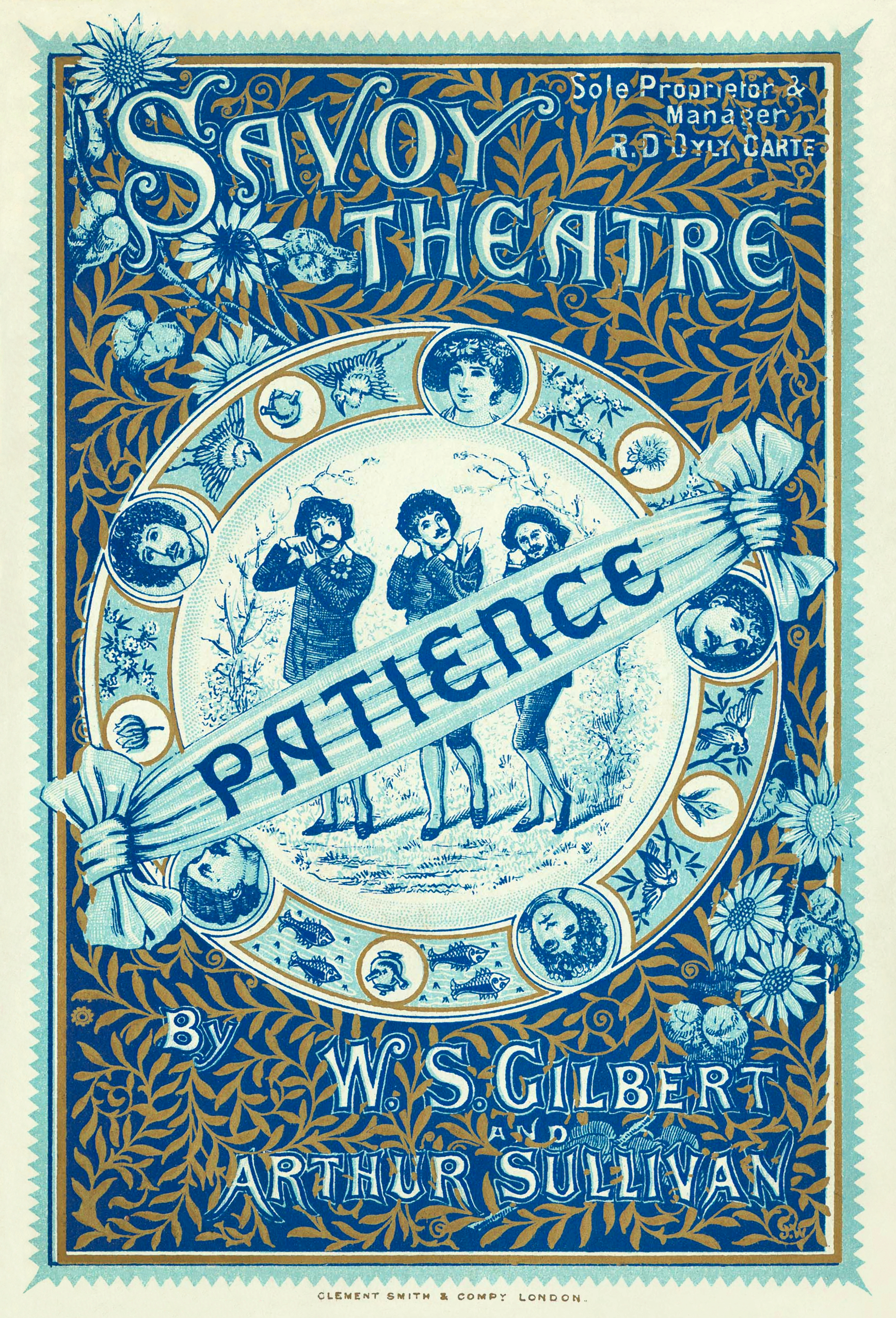
Program till Patience 1881

Patience; or, Bunthorne's Bride är en operett (comic opera)  i två akter med musik av Arthur Sullivan och libretto av W. S. Gilbert. Den är en satir över esteticismrörelsen i England på 1870- och 1880-talen,  och mer allmänt över påhitt, ytlighet, fåfänga, hyckleri och pretentiöshet; den gör sig även komisk över romantisk kärlek, lantlig enkelhet och militärt skrävel.
Patience hade premiär på Opera Comique i London den 23 april 1881 och flyttades den 10 oktober 1881 till Savoy Theatre med sina 1292 sittplatser, där den blev den första teateruppsättningen i världen att lysas upp enbart av elektriskt ljus. Framdeles kom Gilbert och Sullivans komiska operetter att bli kända som Savoyoperor, och såväl fans som utövare skulle omnämnas som "Savoyarder".
Det var det sjätte samarbetet av fjorton mellan Gilbert och Sullivan. Den spelades totalt 578 gånger, vilket var sju fler än upphovsmännens tidigare verk H.M.S. Pinafore, och det näst största antalet spelade föreställningar av alla musikteaterverk dittills efter operetten Cornevilles klockor.

## Bakgrund

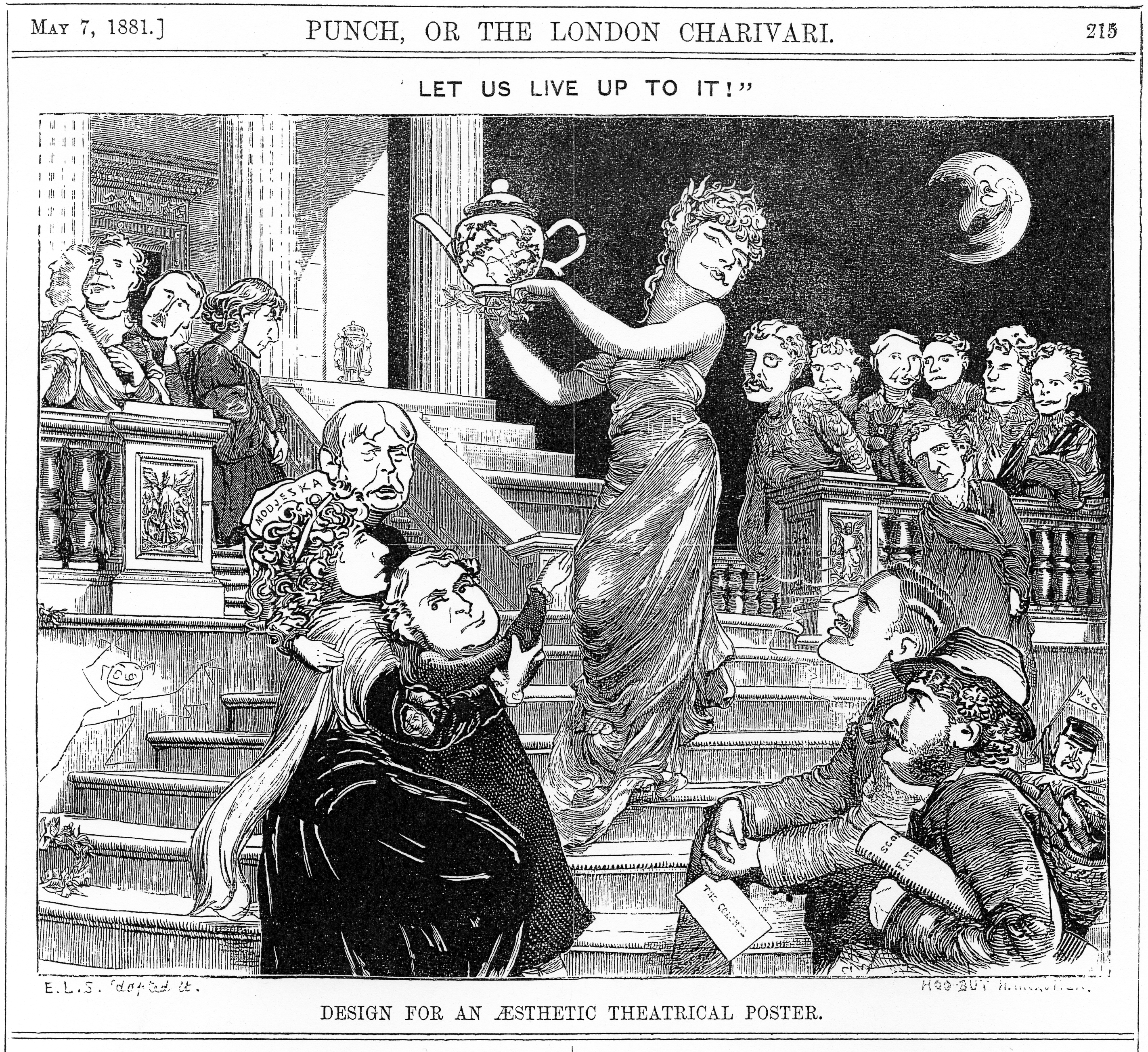
Många teckningar i Punch var satir över esteter. Både Patience och The Colonel nämns här. En liten vimpelviftande Gilbert tittar upp ur Sullivans ryggsäck nere till höger.

Operetten är en satir över esteticismrörelsen på 1870- och 1880-talen i England, delar av den 1800-talsrörelse som framhävde estetiska värden framför moral eller sociala teman inom litteratur, konst och inredning. Kallad "L'art pour l'art" värdesatte rörelsen sina skönhetsideal framför några pragmatiska skäl. Trots att antalet poeter, målare och konstnärer fruktsamt ansåg en del att rörelsens konst, poesi och mode var innehållslös och självförhärligande. Att rörelsen var så populär och därmed lätt att förlöjliga som en meningslös modenyck hjälpte till att göra Patience till en stor succé. Samma faktorer var framgångsreceptet även för pjäsen The Colonel av F. C. Burnand. The Colonel hann få premiär före Patience med några veckor, men Patience kom att spelas längre. Enligt Burnands memoarer (1904) läckte Sullivans vän, kompositören Frederic Clay, information till Burnand att Gilbert och Sullivan höll på att arbeta med ett "estetiskt ämne" och det fick Burnand att skynda sig att sätta upp The Colonel innan Patience hade premiär. Moderna uppsättningar av Patience har ibland uppdaterat operettens innehåll till en likartad era som 1960-talets hippie och ersatt en blomsterpoet med en beatnikpoet.
Operettens två poeter reciterar sina verser högt, huvudsakligen till en beundrande kör av hänryckta flickor. Poesin som Bunthorne deklamerar kontrasterar starkt mot Grosvenors. Bunthornes poesi, emfatisk och dunkel, påminner starkt om Algernon Swinburnes poesi i sin uppbyggnad, stil och allitteration. Den senares "idylliska" poesi, enklare och pastoral, ger ekon av Coventry Patmore och William Morris. Gilbertforskaren Andrew Crowther kommenterar, "Bunthorne var Gilberts egen skapelse, inte bara en karikatyr av någon estet, utan en originalkaraktär." I smink och kostym, som den förste uttolkaren valde, George Grossmith, ingick Swinburnes sammetsjacka, målaren James McNeill Whistlers frisyr och monokel, samt knäbyxor lik de som Oscar Wilde och andra bar.

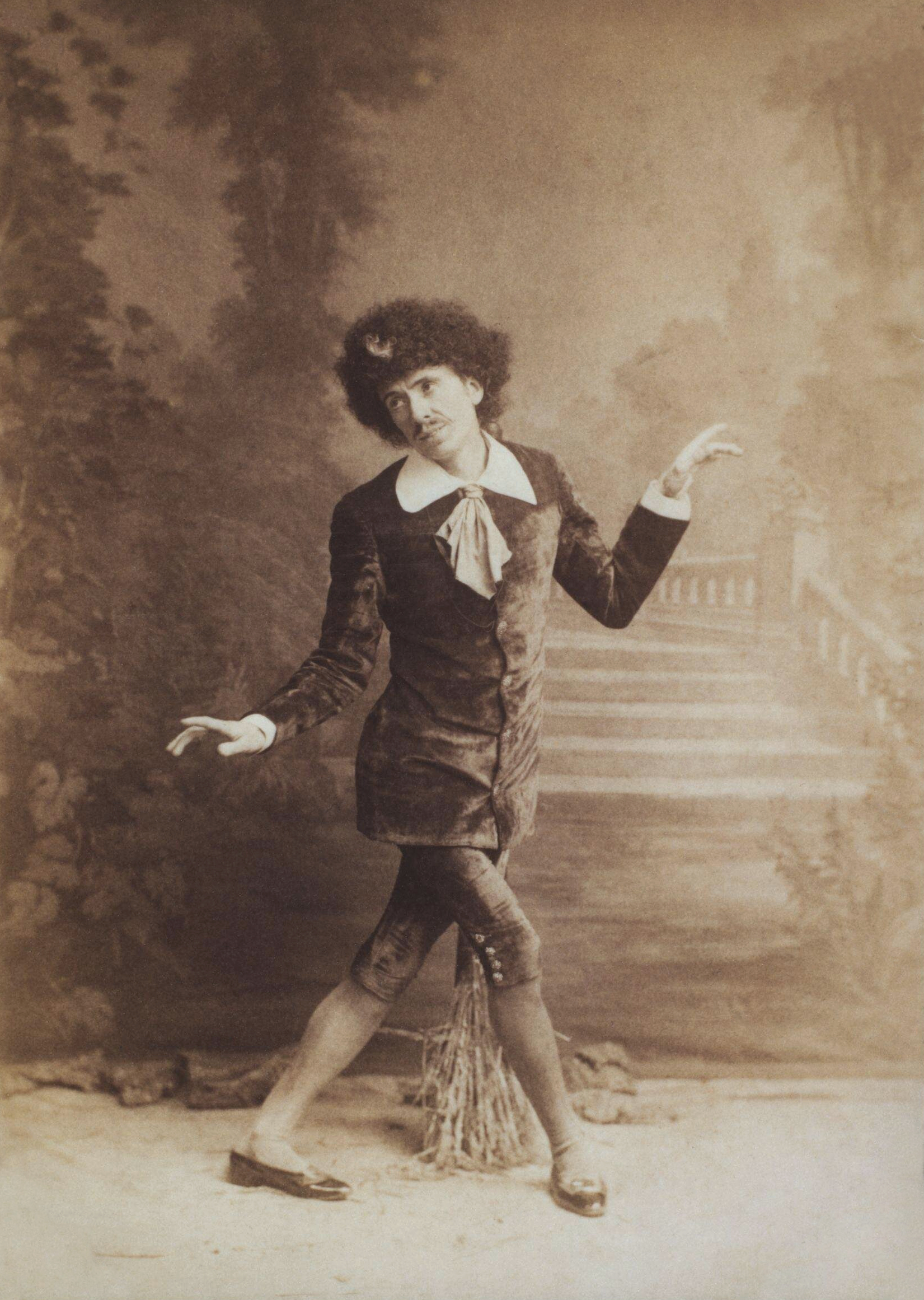
George Grossmith som Bunthorne

Enligt Gilbertförfattaren Edith Browne uppfanns och kläddes titelkaraktären Patience ut för att likna motiven i en tavla av Luke Fildes. Patience var inte den första satiren över esteticismen som spelades av Richard D'Oyly Cartes teatersällskap på Opera Comique. Grossmith själv hade skrivit en sketch 1876 med titeln Cups and Saucers som spelades tillsammans med H.M.S. Pinafore 1878. Den var en satir över hysterin med blå- och vitt porslin.
En populär missuppfattning är att centralgestalten Bunthorne, en "köttslig poet", var avsedd som en satir över Oscar Wilde, men den iakttagelsen är en efterhandskonstruktion. Enligt andra är Bunthorne delvis inspirerad av poeterna Algernon Swinburne och Dante Gabriel Rossetti, vilka var betydligt mer berömda än Wilde 1881 innan Wilde publicerade sina första poesialbum. Rossetti hade blivit anklagad för omoral av Robert Buchanan (under pseudonymen "Thomas Maitland") i en artikel med titeln "The Fleshly School of Poetry", publicerad i The Contemporary Review i oktober 1871, ett decennium före Patience. Ändå föreslår Wildes biografiförfattare Richard Ellmann att Wilde delvis stor modell för både Bunthorne och hans rival Grosvenor. Carte, producenten till Patience, var även Wildes manager 1881 under den tid som poetens popularitet började ta fart. Efter New Yorkuppsättningen 1882 sände Gilbert, Sullivan och Carte iväg Wilde på en föreläsningsturné i USA, med sin gröna nejlika och knäbyxor, för att förklara den engelska esteticismen och hjälpa till att popularisera operettens amerikanska turné.

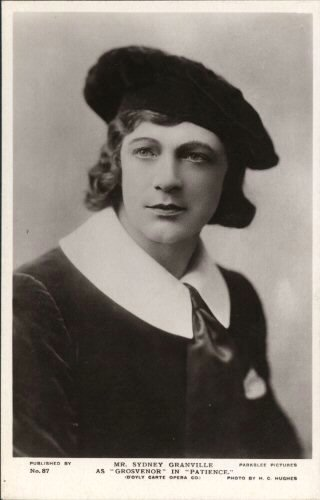
Sydney Granville som Grosvenor

Trots att en satir över esteticismrörelsen känns daterad idag är modenycker och dyrkan av hjältar eviga, och "Gilberts penna var knappast skarpare än när han uppfann Reginald Bunthorne". Från början skapade Gilbert Patience som en berättelse om rivaliteten mellan två präster och de beskyddande damer som passade upp på dem. Handlingen och en del av dialogen var direkt hämtad från Gilberts Bab Ballad "The Rival Curates." Medan han skrev librettot tog han emellertid intryck av den kritik han hade fått för sin milda satir av en prästman i The Sorcerer och han såg sig om efter ett annat rivaliserande par. Några kvarlevor av Bab Ballad överlevde i slutversionen av texten till Patience. Lady Jane råder Bunthorne att berätta för Grosvenor: "Din stil är alltför helig – din frisyr alltför helgonlik!" Senare går Grosvenor med på att ändra sin livsstil genom att säga "Jag gör det under tvång!" – samma ord som prästen Hopley Porter använder i Bab Ballad. Gilberts val av esteticistpoeter visade sig vara fruktsamt. Han både hånar och håller med om Buchanans kritik i vad den senare kallar poetiska "tillgjordheter" av "fleshly school" – deras användning av gammaldags terminologi, gamla rim, refrängen och särskilt deras "vana att betona sista stavelsen i ord vilka i vanligt tal är betonade på näst sista." Alla dess poetiska enheter eller "medeltida tillgjordheter", som Bunthorne kallar dem, är parodierade i Patience. Till exempel betoningen av sista stavelsen i "lily" och rimma den med "die" parodierar två av dessa särdrag på en gång.
Den 10 oktober 1881 flyttades Patience till den nya Savoy Theatre, den första publika byggnad i världen som lystes upp av elektriskt ljus. Carte förklarade varför han hade infört elektriskt ljus: "Den största nackdelen med teaterföreställningar är utan tvekan den unkna luften och hettan som fyller alla teatrar. Som alla vet förbrukar alla gaslampor lika mycket syre som människor och utsöndrar dessutom mycket värme. Glödlampan förbrukar inget syre och alstrar ingen nämnvärd värme." När det elektriska systemet var redo att sättas igång i december 1881 steg Carte upp på scenen för att demonstrera säkerheten med den nya tekniken genom att ta sönder en lysande glödlampa inför publiken.

## Roller

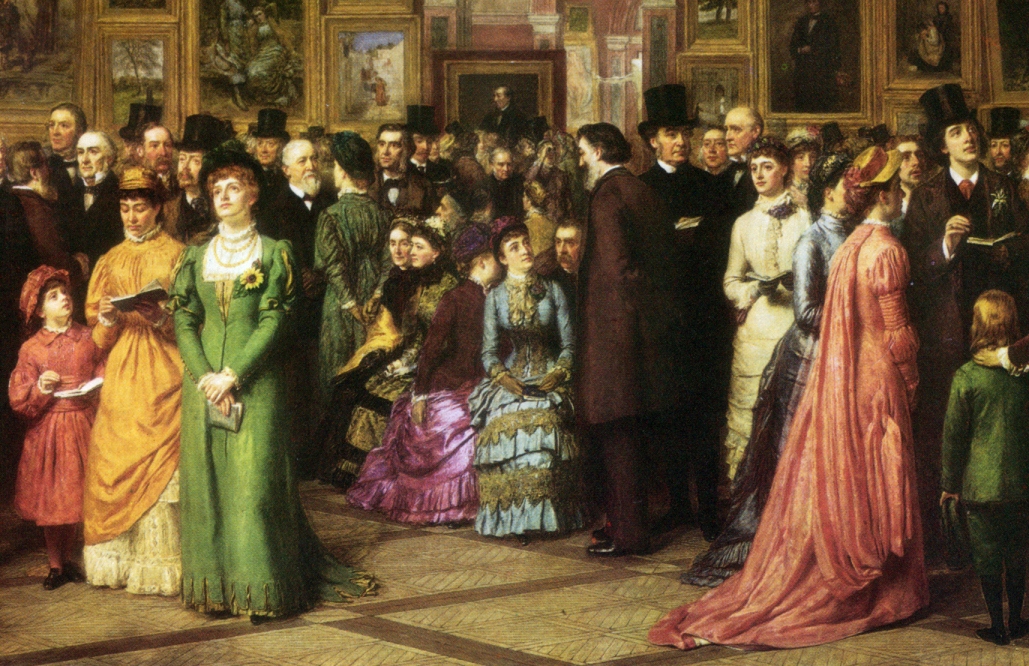
Esteticister (vänster och höger) i kontrast med 'viktoriansk klädsel' (mitten), 1881

- Överste Calverley (Officer i Dragoon Guards) (basbaryton)
- Major Murgatroyd (Officer i Dragoon Guards) (baryton)
- Löjtnanten och Hertigen av Dunstable (Officer i Dragoon Guards) (tenor)
- Reginald Bunthorne (en köttslig poet) (komisk baryton)
- Archibald Grosvenor (en idyllisk poet) (lyrisk baryton)
- Mr. Bunthornes advokat (stum roll)
- Lady Angela (Extatisk flicka) (mezzosopran)
- Lady Saphir (Extatisk flicka) (mezzosopran eller sopran)
- Lady Ella (Extatisk flicka) (sopran)
- Lady Jane (Extatisk flicka) (kontraalt)
- Patience (en mjölkpiga) (sopran)
- Kör av Extatiska flickor och Officerare i Dragoon Guards

## Handling
Akt I

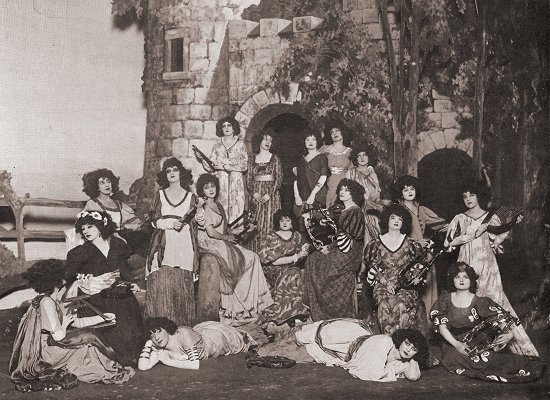
"Rapturous maidens" inväntar Bunthorne

Framför Castle Bunthorne står en grupp av "kärlekskranka ungmöer" som alla är förälskade i den estetiske poeten Bunthorne ("Twenty lovesick maidens we"). Lady Jane, den äldsta och mest alldagliga av dem, tillkännager att Bunthorne, långt ifrån att återgälda deras uppvaktning, har sin hjärtas dam i den enkla mjölkpigan Patience. Hon kommer in och erkänner att hon aldrig har älskat någon förut; hon är tacksam att kärleken inte har gjort henne lika olycklig som de andra ("I cannot tell what this love may be"). Nu anländer damernas favoritsoldater, det 35:e dragonregementet ("The soldiers of our Queen"), anförda av överste Calverley ("If you Want a Receipt for that Popular Mystery"), major Murgatroyd och den vanlige men otroligt rike löjtnanten hertigen av Dunstable. De kommer för att fria men upptäcker att deras tillkommande svärmar för Bunthorne, som befinner sig i skapandets kval och låtsas ignorera damernas uppvakning ("In a doleful train"). Bunthorne läser sin poesi och går ut medan officerarna avvisas och hånas av damerna, vilka alla vänder bort sina blickar vid åsynen av deras röda och gula uniformer. Dragonerna känner sig förolämpade och avlägsnar sig ("When I first put this uniform on").
Ensam kvar erkänner Bunthorne att hans esteticism är en bluff och hånar rörelsens avsikter ("If you're anxious for to shine"). När han ser Patience avslöjar han att liksom  hon gillar han inte poesi, men hon säger att hon inte kan älska honom. Senare utforskar Lady Angela tillsammans med Patience den senares barndomskärlek ("Long years ago"). Lady Angela deklarerar att kärlek är den enda osjälviska handlingen i världen. Imponerad av hennes vältalighet lovar Patience att bli förälskad så fort det går. Av en händelsen anländer Archibald Grosvenor; han är en annan esteticistpoet och råkar vara Patiences barndomskärlek. Han har vuxit upp till den ofelbare, vida älskade "Archibald den Rättrådige" ("Prithee, pretty maiden"). De två förklarar varandra sin kärlek men allt stoppas vid upptäckten att då Grosvenor är en perfekt varelse och Patiences kärlek till honom skulle vara en egoistisk handling och därför inte äkta kärlek, måste de skiljas.

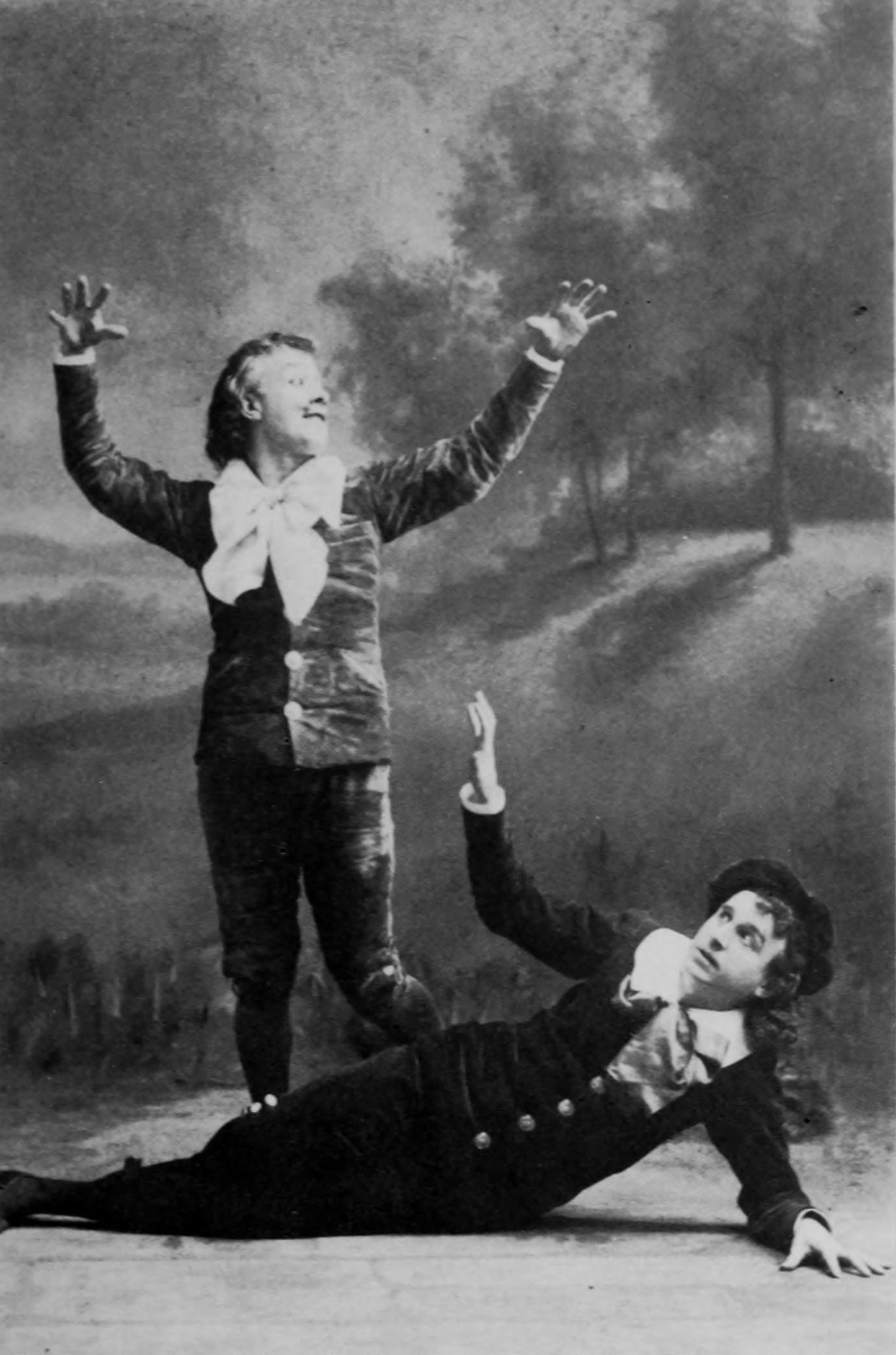
Passmore som Bunthorne "förbannar" Lytton som Grosvenor

Den förkrossade Bunthorne väljer att låta sig lottas ut till sina kvinnliga beundrarinnor ("Let the merry cymbals sound"). Dragonerna avbryter det hela och anförda av hertigen försöker de tala förnuft med damerna ("Your maiden hearts, ah, do not steel"), men de är alltför upptagna med att skaffa biljetter för att lyssna ("Come walk up"). Just som Bunthorne överlämnar lotterna till den oattraktiva Jane, beredd på det värsta, avbryter Patience det hela och erbjuder osjälviskt att offra sig till poeten ("True Love must single-hearted be"). Den förtjuste Bunthorne accepterar omedelbart och damerna, som nu förlorat sin idol, återvänder till dragonerna ("I hear the soft note of the echoing voice"). Allt verkar sluta lyckligt men då kommer Grosvenor in och damerna finner honom än mer attraktiv än Bunthorne ("Oh, list while we a love confess") till mycken förtret för dragonerna, Patience, Bunthorne och inte minst Grosvenor.
Akt II'

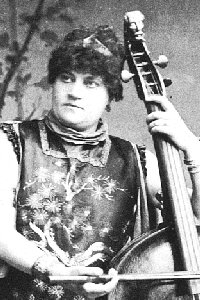
Alice Barnett som Lady Jane

Lady Jane, ackompanjerande sig själv på cello, sörjer årens förlopp och uttrycker sitt hopp om att Bunthorne kommer "rädda" henne innan det är för sent ("Silvered is the raven hair"). Under tiden underhåller Grosvenor damerna ("A magnet hung in a hardware shop") och ber att få en halvdags ledigt från deras krävande uppvaktning. Bunthorne blir rasande när Patience erkänner sina känslor för Grosvenor; hon klagar över den bittra lektionen hon har lärt sig om kärlek ("Love is a plaintive song"). Bunthorne längtar efter att få återta sina forna beundrarinnors beundrad; Jane erbjuder sin hjälp ("So go to him, and say to him"). Dragonofficerarna försöker återfå sina damers gunst genom att till synes omvändas till esteticisternas principer ("It's clear that mediaeval art"). Angela och Saphir är imponerade och säger ja till Calverlys och Murgatroyds frierier; Dunstable drar sig artigt tillbaka ("If Saphir I choose to marry").
Bunthorne hotar Grosvenor med en hård förbannelse om han inte lovar bli tråkig som förr. Rädd och samtidigt lättad att kunna fly från uppmärksamheten går Grosvenor med på förslaget ("When I go out of door"). Planen går emellertid snett när Grosvenor uppträder som en vanlig man; damerna följer hans sätt och blir "enkla flickor". Patiencce inser att Grosvenor har tappat sin perfektion och därmed är det inte själviskt av henne att gifta sig med honom. Damerna återvänder till sina forna fästmän bland dragonerna. I samma anda väljer Dunstable den "vanliga" Lady Jane som sin brud på grund av hennes brist på skönhet. Bunthorne blir ensam med den "vegetabiliska kärleken" som han (falskeligen) har hävdat åtrå. Sålunda "Ingen [är] Bunthornes brud."

## Musiknummer
- Ouvertyr (inklusive "Turn, oh turn, in this direction", "So go to him and say to him", och "Oh list while we a love confess"). Ouvertyren förberedes Eugen d'Albert, som var elev till Sullivan, efter Sullivans skiss.[22]

Akt I

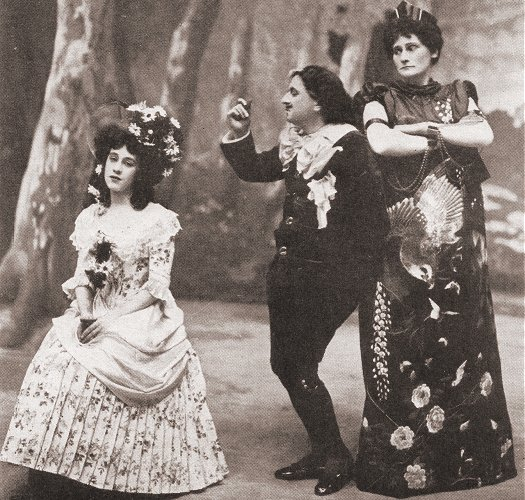
"...and here we are!" (vänster till höger: Dow, Workman och René, 1907)

- 1.  "Twenty love-sick maidens we" (Angela, Ella och damkören)
- 2.  "Still brooding on their mad infatuation" (Patience, Saphir, Angela och kören)
- 2a. "I cannot tell what this love may be" (Patience och kören)
- 2b. "Twenty love-sick maidens we" (Damkören - Exit)
- 3.  "The soldiers of our Queen" (Dragonkören)
- 3a. "If you want a receipt for that popular mystery" (Översten och kör)1
- 4.  "In a doleful train two and two we walk" (Angela, Ella, Saphir, Bunthorne och dam- och dragonkör)
- 4a. "Twenty love-sick maidens we" (Damkören - Exit)
- 5.  "When I first put this uniform on" (Översten och dragonkör)
- 6.  "Am I alone and unobserved?" (Bunthorne)
- 7.  "Long years ago, fourteen maybe" (Patience och Angela)
- 8.  "Prithee, pretty maiden" (Patience och Grosvenor)
- 8a. "Though to marry you would very selfish be" (Patience och Grosvenor)
- 9.  "Let the merry cymbals sound" (Ensemble)

1 Ursprungligen följdes den av en sång för hertigen "Though men of rank may useless seem." Orkestreringen överlevde i Sullivans autografpartitur, men utan sångtexterna. Det har gjorts flera försök att återskapa den, inklusive en av David Russell Hulme vilken återfanns på den nya inspelningen från D'Oyly Carte Opera Company 1994.
Akt II
- 10. "On such eyes as maidens cherish" (Damkör)
- 11. "Sad is that woman's lot" (Jane)
- 12. "Turn, oh turn, in this direction" (Damkör)
- 13. "A magnet hung in a hardware shop" (Grosvenor och damkör)
- 14. "Love is a plaintive song" (Patience)
- 15. "So go to him, and say to him" (Jane och Bunthorne)
- 16. "It's clear that mediaeval art" (Hertigen, majoren och översten)
- 17. "If Saphir I choose to marry" (Angela, Saphir, hertigen, majoren och översten)
- 18. "When I go out of door" (Bunthorne och Grosvenor)
- 19. "I'm a Waterloo House young man" (Grosvenor och damkör)
- 20. "After much debate internal" (Ensemble)

## Uppsättningshistorik

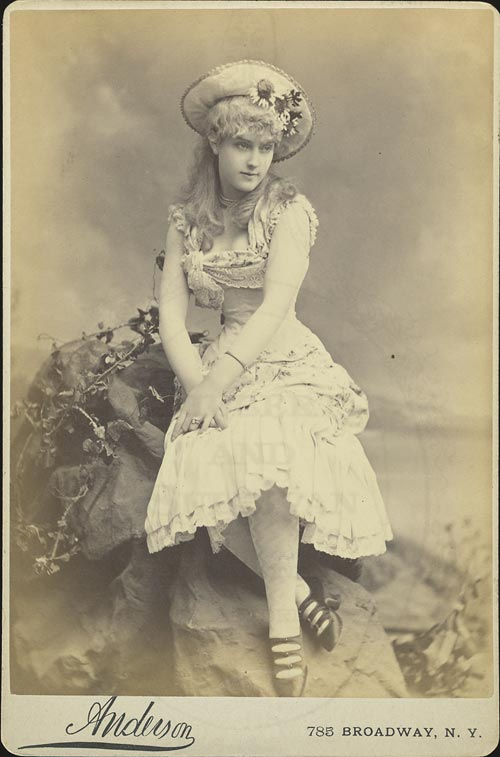
Lillian Russell som Patience på Bijou Opera House i New York 1882

Originaluppsättningen av Patience i London, spelad på två teatrar, var den näst längsta av Gilbert och Sullivans verk, endast slagen av Mikadon. Originaldekoren var gjord av målaren John O'Connor. Den första nypremiären ägde rum 1900 och blev den sista nypremiären då alla tre inblandade (Gilbert, Sullivan och D'Oyly Carte) ännu levde. Vid samma tid uttryckte Gilbert tvivel huruvida ämnet med esteticismen ännu kunde uppskattas, åratal efter rörelsen hade ebbat ut. Gilbert skrev till Sullivan efter nypremiären (då kompositören var för sjuk för att kunna närvara): "Den gamla operan vaknade utmärkt."
Ute på landsbygden och i de brittiska provinserna spelades Patience oupphörligen från sommaren 1881 till 1885, sedan åter 1888. Den ingick i turnérepertoaren 1892 och framfördes varje säsong ända till 1955-56. Nya kostymer designades 1907 av Percy Anderson, 1918 av Hugo Rumbold och 1928 av George Sheringham, som även gjorde dekoren samma år. Ny design av Peter Goffin gjordes 1957. Operetten återvände till sin reguljära plats i repertoaren, frånsett ett avbrott 1962-63. Senare i kompaniets historia ingick den i en reducerad uppsättning av operetter till reducerade kostnader. Patience hade sin sista D'Oyly Carte-uppsättning i april 1979 och uteblev från kompaniets tre sista turnésäsonger.
I Amerika satte Richard D'Oyly Carte upp en föreställning på Standard Theatre i september 1881, sex månader efter Londonpremiären. En av "piratuppsättningarna" av Patience hade den unga Lillian Russell i huvudrollen.  I Australien spelades den första gången den 26 november 1881 på Theatre Royal i Sydney.
Patience ingick i repertoaren till English National Opera 1969, i en hyllad uppsättning med Derek Hammond-Stroud som Bunthorne. Den uppsättningen sattes senare upp i Australien och förevigades på video. 1984 tog ENO uppsättningen på turné till Metropolitan Opera House i New York.

### Tryckta källor

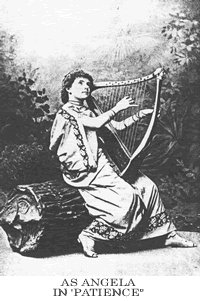
Jessie Bond som Lady Angela